# Паствиська (Куявсько-Поморське воєводство)
Паствиська (пол. Pastwiska) — село в Польщі, у гміні Нове Свецького повіту Куявсько-Поморського воєводства.
Населення — 109 осіб (2011).

## Демографія
Демографічна структура станом на 31 березня 2011 року:
|          | Загалом | Допрацездатний вік | Працездатний вік | Постпрацездатний вік |
| -------- | ------- | ------------------ | ---------------- | -------------------- |
| Чоловіки | 59      | 15                 | 37               | 7                    |
| Жінки    | 50      | 16                 | 27               | 7                    |
| Разом    | 109     | 31                 | 64               | 14                   |